# Camp de l'Heliodrom
- (en) Cet article est partiellement ou en totalité issu de l’article de Wikipédia en anglais intitulé « Heliodrom camp » (voir la liste des auteurs).

Le camp d'Heliodrom, ou prison d'Heliodrom, était un camp de détention qui a fonctionné entre septembre 1992 et avril 1994. Il était géré par la police militaire de la république croate d'Herceg-Bosna autoproclamée pour détenir des Bosniaques, des Serbes de Bosnie et d'autres non-Croates, et était situé dans une ancienne base militaire de la JNA à Rodoč, au sud de la ville de Mostar,

## Le camp
Le camp se composait d'une salle de sport et d'un bâtiment pénitentiaire central de trois étages.
Les conditions de détention étaient inhumaines, avec une surpopulation sévère, des installations médicales et sanitaires inadéquates, une nourriture et une eau insuffisantes, une ventilation médiocre et, en été, une chaleur étouffante. Les détenus dormaient souvent sur des sols en béton sans literie ni couverture. À certaines occasions, les gardes du HVO ont refusé de fournir de la nourriture et de l’eau aux détenus, en représailles aux revers militaires du HVO.
Les forces de la Herceg-Bosna/HVO ont régulièrement maltraité et abusé des détenus bosniaques et ont permis que ces derniers soient maltraités et abusés, à la fois à l’Heliodrom lui-même et dans divers lieux où les détenus étaient emmenés pour le travail forcé ou à d’autres fins. Les détenus étaient régulièrement soumis à des traitements cruels et à de grandes souffrances, les soldats et les gardes du HVO les battant fréquemment, souvent au point de les faire perdre connaissance et de leur infliger de graves blessures. Les détenus bosniaques vivaient dans la peur constante des violences physiques et mentales. Ils étaient souvent humiliés de diverses manières, notamment en étant forcés de chanter des chants nationalistes croates.
Le 5 juillet 1993, des membres du HVO ont tiré sans discrimination sur le bâtiment où les détenus étaient emprisonnés. Il est inconnu s’il y a eu des blessés.
Des hommes bosniaques ont été détenus au camp de Heliodrom sans que les autorités ou les forces de la Herceg-Bosna/HVO n’aient fait de distinction adéquate entre les prisonniers militaires et les détenus civils, ou pris de mesures pour libérer les détenus civils.
Dans l’affaire Prlić et consorts, TPIY a conclu que plusieurs dizaines de détenus soumis au travail forcé avaient été tués ou blessés à la suite d’affrontements militaires alors qu’ils travaillaient sur la ligne de front. Elle a également conclu qu’au moins trois détenus bosniaques avaient été blessés et quatre tués alors qu’ils étaient utilisés comme boucliers humains au combat.
L’accusation a affirmé dans l’acte d’accusation qu’au moins cinquante-quatre détenus bosniaques étaient morts des suites de leur détention dans ce centre et qu’au moins 178 avaient été blessés lors du travail forcé ou en tant que boucliers humains,.

## Condamnations pour crimes de guerre
Jadranko Prlić, Bruno Stojić, Slobodan Praljak, Milivoj Petković, Valentin Corić et Berislav Pušić ont tous été accusés par le TPIY d'avoir participé, de novembre 1991 à avril 1994, à une entreprise criminelle commune visant à nettoyer ethniquement les non-Croates de certaines régions de Bosnie-Herzégovine. L'acte d'accusation stipule que les membres de l'entreprise (avec le HVO) ont mis en place et géré un réseau de camps de prisonniers, notamment le camp de Heliodrom et le camp de Dretelj, pour arrêter, détenir et emprisonner des milliers de Bosniaques. Les Bosniaques dans les camps auraient été affamés et soumis à des «violences physiques et psychologiques» ,
Les six accusés ont été reconnus individuellement pénalement responsables, sur la base de l’article 7 1) du Statut du Tribunal), de:
- Persécutions pour des raisons politiques, raciales et religieuses ; assassinat ; viol ; expulsion ; emprisonnement ; actes inhumains (crimes contre l’humanité punissables aux termes de l’article 5 du Statut) ;
- Traitements cruels ; travail illégal ; destruction ou endommagement délibéré d’édifices consacrés à la religion ou à l’enseignement ; pillage de biens publics ou privés ; attaque illégale contre des civils ; fait de répandre illégalement la terreur parmi la population civile (violations des lois ou coutumes de la guerre punissables aux termes de l’article 3 du Statut) ;
- Homicide intentionnel ; traitements inhumains (violences sexuelles) ; expulsion illégale, transfert illégal et détention illégale d’un civil ; traitements inhumains ; destruction de biens sur une grande échelle et appropriation de biens non justifiées par des nécessités militaires et exécutées de façon illicite et arbitraire (infractions graves aux Conventions de Genève punissables aux termes de l’article 2 du Statut).